# Dorcadion ardahense
Dorcadion ardahense là một loài bọ cánh cứng trong họ Cerambycidae.